# Municipio de Georges
El municipio de Georges (en inglés: Georges Township) es un municipio ubicado en el condado de Fayette en el estado estadounidense de Pensilvania. En el año 2000 tenía una población de 6.752 habitantes y una densidad poblacional de 54 personas por km².

## Geografía
El municipio de Georges se encuentra ubicado en las coordenadas 39°48′00″N 79°43′59″O / 39.80000, -79.73306.

## Demografía
Según la Oficina del Censo en 2000 los ingresos medios por hogar en la localidad eran de $26,647 y los ingresos medios por familia eran de $31,964. Los hombres tenían unos ingresos medios de $27,217 frente a los $18,805 para las mujeres. La renta per cápita de la localidad era de $14,482. Alrededor del 18,1% de la población estaba por debajo del umbral de pobreza.